# 明治大学大学院経営学研究科・経営学部
明治大学経営学部（めいじだいがくけいえいがくぶ、英称:School of Business Administration）は、明治大学が設置する経営学部。明治大学大学院経営学研究科（めいじだいがくだいがくいん けいえいがくけんきゅうか）は、経営学を教育・研究する明治大学の大学院経営学研究科。

## 概説
明治大学経営学部は、1953年に発足し私立大学で日本初の経営学部である。創設者は当時の明治大学総長・商学部教授であった経営学者の佐々木吉郎で、戦後の経営学の隆盛を鑑み、商学部から分離し、商学と区別される経営学を対象とする専門の学部を創設したのである。1959年、大学院経営学研究科が設置され、1965年には私立大学で最初の経営学博士の学位が授与されている。1995年の経営管理コース・経営会計コース・経営文化コースの3コース制の導入を経て、経営学部設置50周年目前の2002年にはこれまで経営学科のみの1学科体制から新たに会計学科、公共経営学科を設置し、3学科体制に移行した。2015年には学科別の募集を改め、学部一括の募集を開始した。
明治大学経営学部は、「グローバル経営人材」及び「価値創造人材」の育成を目標としている。

## 沿革
- 1881年 - 岸本辰雄、宮城浩蔵、矢代操の3人が明治法律学校を設立（有楽町3丁目の旧島原藩邸内）。
- 1904年 - 専門学校令によるによる明治大学に商学部を設立。
- 1920年 - 旧制大学として認可され、商学部を設置。
- 1949年 - 新制大学として認可。
- 1953年 - 生田キャンパスに経営学部を設置、私立大学では初の経営学部となる[4]。
- 1956年 - 3・4年生が駿河台に移転。
- 1959年 - 大学院経営学研究科を設置。
- 1960年 - 1・2年生が和泉に移転。
- 1965年 - 私立大学で初の経営学博士の学位を授与。
- 1995年 - 経営管理コース・経営会計コース・経営文化コースの3コース制を導入。
- 2002年 - 経営学科のみの1学科体制から、経営学科・会計学科・公共経営学科の3学科体制に移行。
- 2015年 - 学科単位での募集方式を改め、学部一括での入試を実施。

## キャンパス

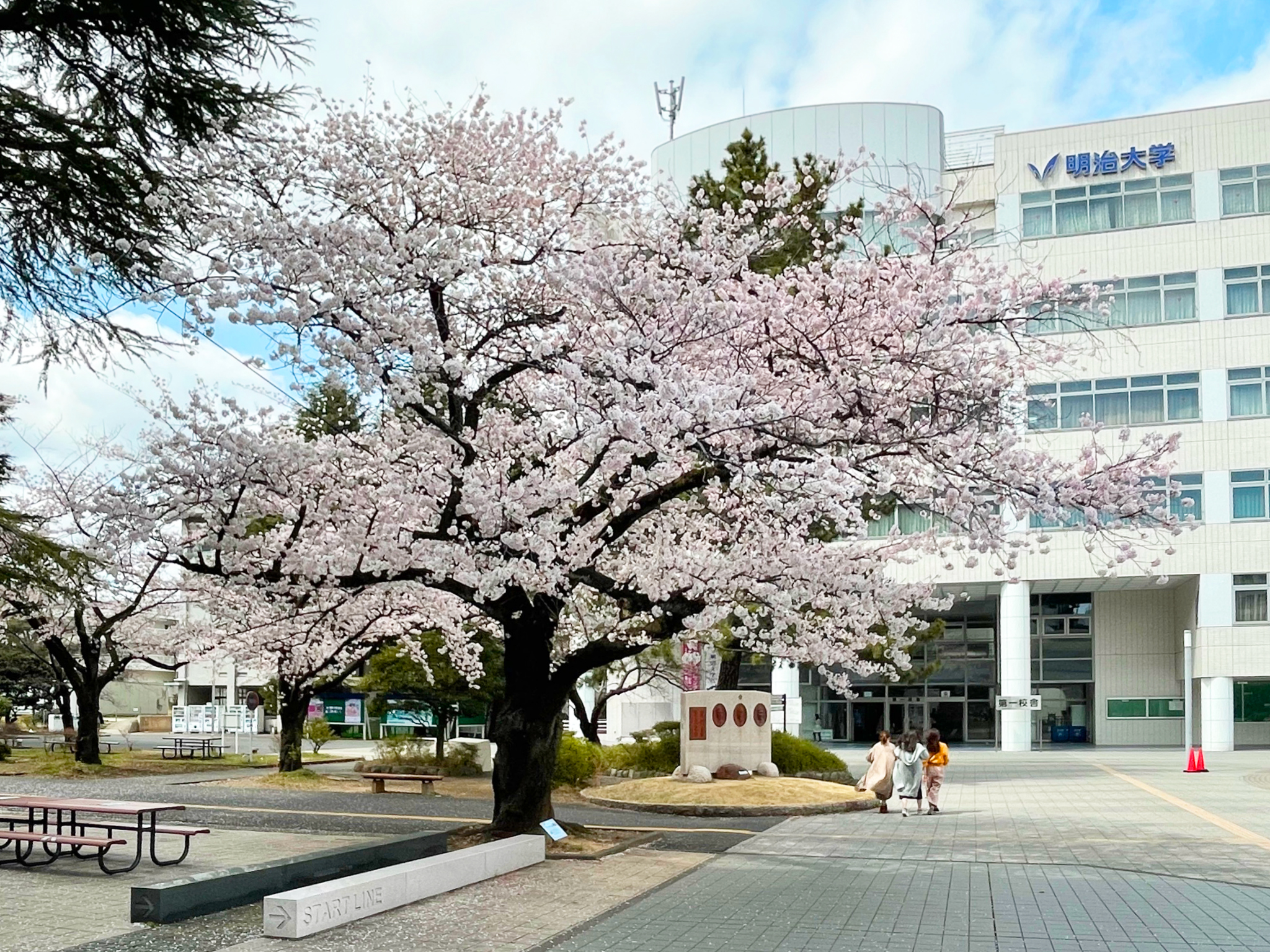
和泉キャンパス
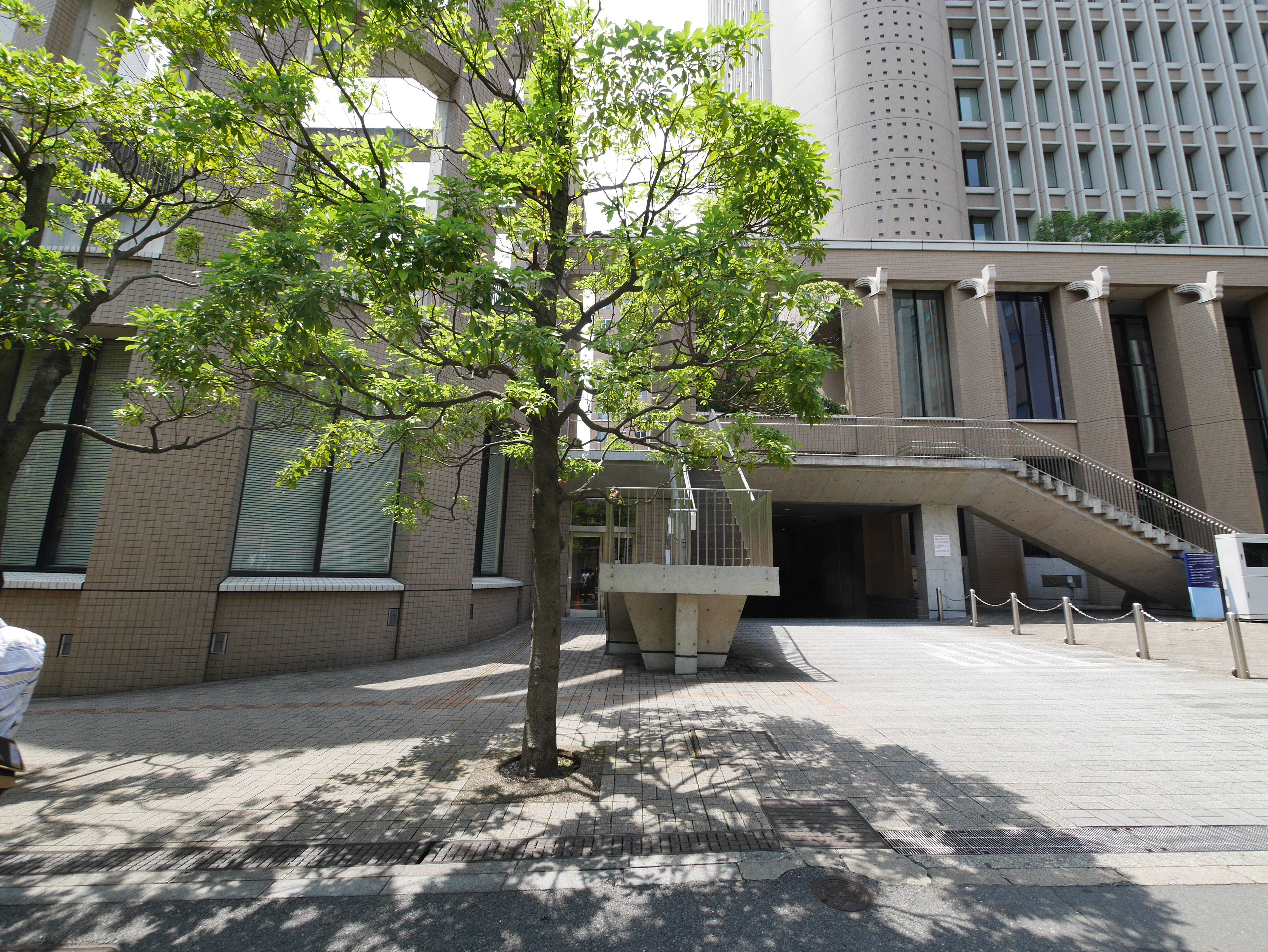
駿河台キャンパス

- 学部1・2年次 - 和泉キャンパス（杉並区永福）
- 学部3・4年次 - 駿河台キャンパス（千代田区神田駿河台）

学生の間では、駿河台への進級後に和泉の必修科目を再履修することを「和泉返し」、留年することを「和泉止まり」と呼ぶ。

## 組織
学部・学科
- 経営学部
  - 経営学科
  - 会計学科
  - 公共経営学科

大学院
- 経営学研究科
  - 博士前期課程
    - リサーチコース・マネジメントコース
      - 経営理論・管理系
      - 企業論系
      - 経営科学系
      - 人事・労務系
      - 経営史系
      - 財務会計系
      - 管理会計系
      - 公共経営系
      - グローバルコース系

  - 博士後期課程
    - 経営理論・管理
    - 企業論
    - 経営科学
    - 人事・労務
    - 経営史
    - 財務会計
    - 管理会計
    - 公共経営

## 学部長
- 大倉 学

## 人材育成トラック
人材育成プログラムに応じ、1年生から参加可能な3つのトラックが設置されている。
- GREAT (Global Resources English Applied Track)
海外留学や国際ビジネス分野でのビジネスリーダーを目指す学生のためのトラック
- 高度職業会計人養成トラック (CAP: Course of Accounting Profession)
公認会計士、税理士、米国公認会計士、国税専門官などの国家試験合格を目指す学生のためのトラック
- デジタル経営人材開発トラック (DIGIT: Digital Insights for Growth and Innovation Track)
データサイエンス・数理統計・AI等のデジタル技術を利用・活用してビジネスデータ・ソーシャルデータの分析からインサイトを探索し、新たな社会の在り方やプロセス改革・新製品サービス開発・事業創造等のイノベーションを創造できる「デジタル経営人材」を育成するためのトラック

## 国家試験指導等

### 国家試験指導センター
公認会計士試験を始めとした国家試験対策用に下記の研究室が設置されている。
- 経理研究所
公認会計士試験合格に向けた受験指導を実施。公認会計士試験ではビッグスリーの位置付けである。2023年度合格者数101名。日本商工会議所主催簿記検定試験の受験指導なども実施。
- 行政研究所
国家公務員を目指す学生をサポート。国家公務員採用総合職試験合格者数は右肩上がりで推移。2023年度合格者数51名（全国12位）。
- 法制研究所
裁判官・検察官・弁護士を志望する学生に対して、専門および基礎的学科の学習を指導し、法科大学院、司法試験合格へと導く。2023年度司法試験合格者数29名（全国10位）。

## 数理・データサイエンス・ＡＩ教育
明治大学大学院先端数理科学研究科・総合数理学部、及び、明治大学先端数理科学インスティテュート（文部科学省による共同利用・共同研究拠点に於いて、数学・数理科学の分野で国内5拠点のひとつに指定）の研究・教育内容をベースにした数理・データサイエンス・ＡＩ教育のプログラムである「数理データサイエンス人工知能リテラシーレベルプログラム」が用意されている。
本プログラムは文部科学省「数理データサイエンス人工知能リテラシーレベルプログラム」に認定されており、データ科学や統計学の基礎を理論・スキル面から学べ、教養としてデータサイエンスを習得し、認定時には修了証が発行され、認定された学修成果が専門研究領域や就職後のキャリア等で活用が可能である。

## 明治大学ビジネススクール（MBS）
日本の私学で最初に開設された経営学部、及び、同じく歴史ある商学部の歴史、伝統を引き継ぎ、専門経営者の育成を目的として明治大学専門職大学院グローバルビジネス研究科(明治大学ビジネススクール)が設置された。2018年に日本のビジネススクールとしてはじめて国際認証機関であるEFMD（欧州経営開発財団）から、EPAS認証を取得した。EPASはAMBA、AACSBの２つと合わせて3大アクレディテーション機関を構成し、認定校は2018年5月時点で、世界に80校あり、アジアでは、北京大学光華管理学院など2校のみである。他、AAPBSなどにも加盟。

## 明治ビジネスチャレンジ
東京コンテンツインキュベーションセンター(TCIC)や大同生命などの協力・後援により、明大経営学部が毎年開催するビジネスコンテスト。価値創造人材の発掘、持続的な明治大学発スタートアップの育成、総合大学ならではの幅広い分野でのイノベーション事業開発のロールモデル構築をテーマとし、最優秀賞には副賞100万円と1年間の起業サポートが与えられる。

## その他
- ドラッカー学会
明治大学文明とマネジメント研究所が、明治大学国際総合研究所における特定課題研究ユニットとして2011年に設立され、日本におけるドラッカー研究を中心とする本格的な研究グループとして始動し、ドラッカー学会事務局が同研究所内に設置された。阪井和男明大教授などが代表をが務めた。

## 主な教職員
- 佐々木吉郎 - 明治大学学長・経営学部創設者、大学設置審議会会長
- 山田雄一 - 明治大学学長・経営学部長、元人事院、フランス国家功労勲章
- 坂本恒夫 - 明治大学副学長・大学院長、日本経営財務研究学会会長、大原記念労働科学研究所所長
- 安部悦生 - 経営学部長、経済学修士、ロンドン大学（Royal Holloway）客員教授
- 牛丸元 - 経営学、明治大学副学長、金融庁公認会計士試験試験委員
- 大石芳裕 - 国際マーケティング、大学院経営学研究科委員長、日本流通学会会長、日本商業学会理事
- 長尾史郎 - 社会経済学、人事労務管理、社会・経済システム学会理事、日本ホワイトヘッド・プロセス学会理事
- 平井克彦 - 名誉教授、会計学
- 丸山邦雄 - 経済学、葫芦島在留日本人大送還に貢献
- 佐々木聡 - 明治大学経営学部教授、経営学
- 藤芳誠一 - 明治大学経営学部長、東亜大学副学長、経営学
- 角谷光一 - 明治大学経営学部長・名誉教授、経営学
- 水越潔 - 名誉教授、経営学、会計学
- 嶌村剛雄 - 名誉教授、会計学
- 岩内亮一 - 名誉教授、教育社会学
- 北島忠男 - 名誉教授、経営学
- 三上富三郎 - 名誉教授、経営学
- 薩摩秀登 - 西洋史学
- 鈴木研一 – マネジメント・コントロール、博士（経済学）、元長銀総合研究所
- 水野忠恒 – 租税法、租税法学会理事長
- 岡田浩一 – 中小企業経営論、日本中小企業学会理事
- 中澤高志 - 経済地理学、人文地理学会学会賞、日本地理学会賞
- 小俣光文 - 会計監査論
- 藤江昌嗣 - 経営統計学
- 居駒永幸 – 日本古代文学
- 由井常彦 – 名誉教授、三井文庫文庫長、日本経営史研究所名誉会長、中曽根内閣ブレーン、ロンドン大学・パリ大学客員教授
- 平井克彦 - 会計学、名誉教授
- 木村重義 - 会計学、日本会計研究学会理事、東大経済学部長
- 新宅純二郎 - 経営戦略、国際経営、組織学会会長
- 長谷川榮一 - 中小企業庁長官、内閣総理大臣補佐官、内閣広報官、ボストンコンサルティンググループ・シニアアドバイザー
- 金子郁容 - 情報組織論、慶應義塾幼稚舎舎長

## 著名な出身者
経済
- 国井泰成 - 有限責任監査法人トーマツ包括代表
- 片倉正美 - EY新日本有限責任監査法人理事長
- 福田博之 - 日本テレビホールディングス社長
- 河合利樹 - 東京エレクトロン社長、日本半導体製造装置協会会長
- 岩永省一 - りそな銀行代表取締役社長、りそなホールディングス代表執行役
- 北林幹生 - 日興コーディアル証券代表取締役社長、森ビル副社長
- 河井英明 - パナソニック代表取締役CFO、大阪市高速電気軌道社長
- 森孝広 - 沖電気工業代表取締役社長
- 川田達男 - セーレン代表取締役会長・最高経営責任者
- 新妻一彦 - 昭和産業代表取締役社長、日本植物油協会会長、製粉協会会長
- 甘利祐一 - コメダホールディングス代表取締役社長、コメダ代表取締役社長
- 細貝理栄 - 日本パン工業会副会長、第一屋製パン代表取締役社長
- 西野伸一郎 - アマゾンジャパン創業者、富士山マガジンサービス創業者
- 飯塚克美 - デルコンピュータ日本法人社長、バイ・デザイン社長
- 依田巽 - 日本レコード協会会長、東京国際映画祭チェアマン、エイベックス社長
- 稲木歳明 - 共同印刷社長、日本印刷産業連合会会長
- 兒玉圭司 - スヴェンソングループ創業者
- 松藤民輔 - ジパング・ホールディングス創業者、著作家
- 島村寧 - センコーグループホールディングス社長

政治・行政
- 北村茂男 - 衆議院議員（自由民主党）、総務大臣政務官、新和会会長、石川県議会議長
- 神田裕 - 衆議院議員（自由民主党）
- 小野正芳 - 衆議院議員（れいわ新選組）
- 山本栄彦 - 山梨県知事、全国市長会副会長、甲府市長
- 須田善明 - 宮城県女川町長

学術
- 佐々木吉郎 - 明治大学学長・初代経営学部長、大学設置審議会会長、日本経営学会・日本経済政策学会・日本会計研究学会創設
- 坂本恒夫 - 明治大学副学長・大学院長、日本経営財務研究学会会長
- 平井克彦 - 明治大学名誉教授
- 佐々木聡 - 明治大学教授
- 角谷光一 - 明治大学経営学部長・名誉教授、会計学
- 岩内亮一 - 明治大学名誉教授、教育社会学
- 北島忠男 - 明治大学名誉教授、経営学
- 三上富三郎 - 明治大学名誉教授、経営学
- 嶌村剛雄 - 明治大学教授、会計学
- 田中隆雄 - 東北大学教授、日本管理会計学会会長
- 平川均 - 名古屋大学名誉教授、国際アジア共同体学会理事長、冲永賞
- 岩崎勇 - 九州大学大学院教授
- 下山房雄 - 九州大学名誉教授、横浜国立大学教授
- 吉田誠 - 日本労働社会学会代表幹事、香川大学学長特別補佐、立命館大学教授
- 大谷毅 - 信州大学名誉教授
- 関理恵子 - 信州大学教授
- 稲葉和也 - 山口大学院技術経営研究科教授
- 有馬晋作 - 宮崎公立大学学長
- 白井美由里 - 慶應大学教授
- 阿部周造 - 早稲田大学消費者行動研究所長、日本商業学会長
- 松下光司 - 中央大学ビジネススクール教授、学習院大学教授
- 田中隆雄 - 青山学院大学経営学部長、日本管理会計学会会長
- 山本寛 - 青山学院大学教授
- 尾形真実哉 - 甲南大学教授
- 長坂寛 - 松蔭大学副学長、経営学
- 今福愛志 - 日本大学教授
- 加藤茂夫 - 専修大学経営学部長・理事
- 島田昌和 - 学校法人文京学園理事長
- 佐々木利廣 - 京都産業大学教授
- 田中直隆 - 帝京大学教授

芸能・アナウンサー
- 夏木陽介 - 俳優、ラリードライバー
- 三宅裕司 - タレント
- 渡辺正行 - タレント
- 三遊亭小遊三 - 落語家、落語芸術協会副会長、文化庁芸術祭優秀賞
- 立川志の輔 - 落語家、落語立川流代表
- 斎藤洋介 - 俳優
- 黒田アーサー - 俳優
- 二木智耶子 - 女優、声優
- 天野慶久 - 俳優、ラグビー日本代表
- ギャビン - ファッションモデル、タレント
- 冬由 - 女優
- 宮沢和史 - ミュージシャン、《THE BOOM》・《GANGA ZUMBA》リーダー
- 竹島宏 - 歌手
- 小林優介 - タレント、《響》
- 千田正穂 - NHKアナウンサー、NHK紅白歌合戦総合司会者
- 大田祐樹 - 山陰放送アナウンサー
- 五藤めぐみ - フリーアナウンサー

スポーツ
- 笠谷幸生 - 1972年札幌オリンピックスキージャンプ金メダル、初代日の丸飛行隊、文化功労者
- 西方仁也 - 1994年リレハンメルオリンピックラージヒル団体銀メダル、映画『ヒノマルソウル〜舞台裏の英雄たち〜』の主人公
- 兒玉圭司 - 日本卓球協会顧問、卓球日本代表選手団監督
- 河内敏光 - 日本プロバスケットボールリーグ（bjリーグ）創設者、バスケットボール日本代表監督
- 知花武彦 - 2020年東京オリンピックバスケットボール・アシスタントコーチ
- 久保谷健一 - 2002日本プロゴルフ選手権大会優勝、2012日本オープンゴルフ選手権競技優勝、全英オープン2度出場
- 米倉健志 - 全日本ボクシング協会会長、1956年メルボルンオリンピック日本代表
- 小川直也 - 1992年バルセロナオリンピック柔道銀メダル、世界柔道選手権優勝4回、全日本柔道選手権大会優勝5回
- 泉浩 - 2004年アテネオリンピック銀メダル
- 上川大樹 - 2010年世界柔道選手権大会優勝、2011全日本選抜柔道体重別選手権大会優勝
- 栃乃和歌清隆 - 日本相撲協会理事、年寄春日野
- 荒木郁也 - プロ野球阪神タイガース選手
- 鎧坂哲哉 - 2015年世界陸上競技選手権大会日本代表、第99回日本陸上競技選手権大会優勝
- 山隈太一朗 - フィギュアスケーター、FISUワールドユニバーシティゲームズ代表
- 周藤集 - 全日本フィギュアスケートジュニア選手権3位、2022/2023 ISUジュニアグランプリシリーズ6位
- 加藤蓮 - Jリーガー
- 早川友基 - Jリーガー
- 庄司啓太郎 - Jリーガー
- 木村偉織 - レーシングドライバー

その他
- 太田伸之 - 海外需要開拓支援機構初代代表、東京コレクション創設者
- 宗像隆幸 - アムネスティ・インターナショナル日本支部創設者
- 市川眞一 - エコノミスト、コメンテーター
- 横江公美 - ヘリテージ財団シニアフェロー、VOTEジャパン社長、Pacific21創立、東洋大学教授
- 糟谷銑司 - 日本音楽制作者連盟理事長、音楽プロデューサー
- 鈴木英治 - 歴史小説家
- 加賀美敬 - ファッションデザイナー・プロデューサー
- 畑埜佐武郎 - ファッションプロデューサー、エドワーズ設立
- 河内宏之 - アカデミー・グループ代表
- マーティン・パーソン - ボルボ・カー・ジャパン代表・チャイナ代表
- 井川宜之 - 川崎フロンターレ営業部長、KPMGスペシャリスト
- SUSURU - ラーメンYouTuber